# Imelda Staunton
Pour les articles homonymes, voir Staunton.
Imelda Staunton (OBE), née le 9 janvier 1956 à Londres, est une actrice et chanteuse britannique.
Elle est révélée en 2004 par son personnage de Vera Drake dans le film éponyme de Mike Leigh. Son interprétation, plébiscitée par la critique, lui vaut des nominations au BAFTA, Golden Globe et Oscar de la meilleure actrice.
Elle acquiert une renommée internationale deux ans plus tard avec son personnage de Dolores Ombrage dans l'univers Harry Potter, rôle qu'elle tiendra dans deux films de la saga. Habituée des grosses productions, elle a pu aussi jouer dans plusieurs gros succès avec les séries de films Maléfique (2014, 2019), Paddington (2014, 2017), Nanny McPhee (2005, 2010) et enfin Downton Abbey (2019, 2022).
En 2021 elle succède aux actrices Claire Foy et Olivia Colman dans le rôle de la reine Élisabeth II pour les deux dernières saisons de la série télévisée à succès The Crown. Elle devient ainsi la première comédienne à incarner la souveraine peu de temps après son décès. Cette série lui permet également de retrouver sa fidèle amie, l'actrice Lesley Manville qui jouait déjà sa sœur lors des films Disney : Maléfique en 2014 et 2019.
Elle a joué par ailleurs dans de nombreuses comédies musicales au théâtre dont Sweeney Todd, Follies ou encore Gypsy, toutes les trois écrites par l'auteur-compositeur et parolier américain Stephen Sondheim.
Son mari est l'acteur Jim Carter à qui elle donne la réplique dans les films Downton Abbey et qui joue le rôle de Carson, le majordome.

## Biographie
Née à Archway (Londres), elle est fille unique. Ses parents sont immigrants catholiques du Comté de Mayo en Irlande. Sa mère tient un salon de coiffure et son père travaille sur les routes.
Elle est élève à la Sainte Union Catholic School, une école catholique pour filles près de Hampstead Heath. Elle développe son goût pour le théâtre dans des productions scolaires, notamment en interprétant Polly Peachum dans The Beggar's Opera.

### Théâtre
À 18 ans, Imelda Staunton rentre à la Royal Academy of Dramatic Art et côtoie Alan Rickman, Timothy Spall et Juliet Stevenson. Puis elle se produit pour de nombreuses pièces du répertoire anglais. Elle rentre à la Royal Shakespeare Company, troupe de théâtre prestigieuse. Elle y interprète entre autres Dorothée dans une adaptation du Magicien d'Oz. En 1982, elle rentre au National Theatre.
Son travail lui vaut d'être récompensée à deux reprises par un Olivier Award.
En octobre 2011, l'actrice interprète Mrs Lovett dans une adaptation de la comédie musicale Sweeney Todd. La pièce jouée au Chichester Festival Theatre (en) reçoit de bonnes critiques puis elle est transférée à l'Adelphi Theatre en mars 2012.

### Cinéma

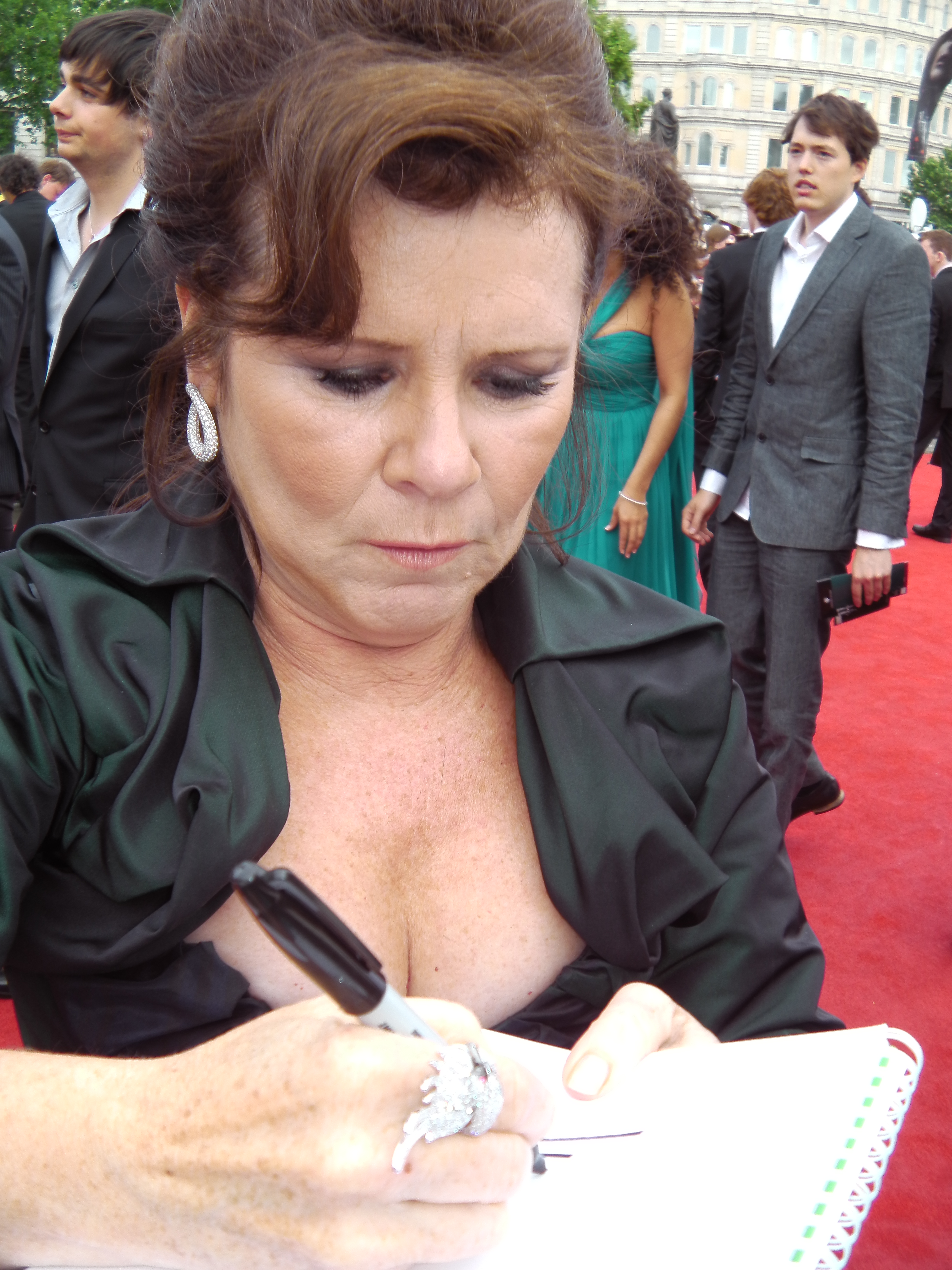
Imelda Staunton lors de l'avant-première de Harry Potter et les Reliques de la Mort: Deuxième partie en juillet 2011.

Elle apparaît pour la première fois au cinéma dans le film de Bill Douglas, Comrades (1986), puis en 1992 dans Peter's Friends.
On peut la voir également dans Beaucoup de bruit pour rien (1993), Raison et Sentiments (1995), Shakespeare in Love (1998), Bright Young Things (2003), Nanny McPhee (2005), Écrire pour exister (2007), Hôtel Woodstock (2009)... En 2005 elle est récompensée par un BAFTA, un Golden Globes et une nomination à l'Oscar de la meilleure actrice pour son interprétation dans le film Vera Drake.
En 2000 elle prête sa voix à Bernadette, une poule dans le film stop motion Chicken Run de Peter Lord et Nick Park.
En 2007 elle rejoint le casting d'Harry Potter et joue la sous-secrétaire d'État Dolores Ombrage dans Harry Potter et l'Ordre du phénix. Elle reprend son rôle en 2010 dans Harry Potter et les Reliques de la Mort - 1re Partie.

### Télévision
L'actrice apparaît régulièrement dans des productions britanniques, entre autres dans A Bit of Fry and Laurie, Inspecteur Barnaby. En 2005, elle fait un guest dans la série télévisée à sketches Little Britain. De 2010 à 2011 elle joue dans la série Psychoville dans le rôle de Grace Andrews. En 2011 on peut entendre sa voix dans un épisode de Doctor Who : La Fille qui attendait.
Elle tient le rôle de la reine Élisabeth II dans les saisons 5 et 6 de la série The Crown.

### Vie privée
Imelda Staunton rencontre son mari Jim Carter dans les années 1980 au National Theatre lors d'une production de la comédie musicale Blanches colombes et vilains messieurs. Ils ont une fille, l’actrice Bessie Carter, née en 1993.

## Filmographie

### Cinéma
- 1986 : Comrades de Bill Douglas : Betsy Loveless
- 1991 : Antonia et Jane (Antonia and Jane) de Beeban Kidron : Jane Hartman
- 1993 : Beaucoup de bruit pour rien de Kenneth Branagh : Margaret
- 1993 : Peter's Friends de Kenneth Branagh : Mary Charleston
- 1996 : Raison et Sentiments de Ang Lee : Charlotte Palmer
- 1996 : La Nuit des rois de Trevor Nunn : Maria
- 1997 : Remember me ? de Nick Hurran : Lorna
- 1999 : Shakespeare in Love de John Madden : la gouvernante
- 2000 : Chicken run de Peter Lord : Bernadette (voix)
- 2000 : L'Étrange histoire d'Hubert (Rat) de Steve Barron : Conchita Flynn
- 2003 : Crush le club des frustrées de John McKay (en) : Jeanine
- 2003 : The Virgin of Liverpool de Lee Donaldson : Sylvia Conlon
- 2004 : Vera Drake de Mike Leigh : Vera Drake
- 2005 : Nanny McPhee de Kirk Jones : Madame Blatherwick
- 2005 : 3 & 3 de Savina Dellicour, George Augusto, Phil Dornfeld, Ravi Kumar et Benjamin Ross : Naomi
- 2006 : L'Affaire CIA de Michael Keusch : l'ambassadrice Cochran
- 2007 : Harry Potter et l'Ordre du Phénix (Harry Potter and the Order of the Phoenix) de David Yates : Dolores Ombrage
- 2007 : Écrire pour exister de Richard LaGravenese : Margaret Campbell
- 2009 : Hôtel Woodstock (Taking Woodstock) de Ang Lee : la mère de Tiber
- 2009: Harry Potter et le prince de sang mêlé
- 2010 : White Other de Dan Hartley : Lynne McDermott
- 2010 : Alice au pays des merveilles de Tim Burton : Les fleurs
- 2010 : Harry Potter et les Reliques de la Mort: Première partie (Harry Potter and the Deathly Hallows – Part 1) : Dolores Ombrage
- 2010 : Another Year de Mike Leigh : Janet
- 2011 : La Maison des ombres (The Awakening) de Nick Murphy : Maud Hill
- 2012 : Les Pirates ! Bons à rien, mauvais en tout (The Pirates! Band of Misfits) de Peter Lord et Jeff Newitt : la reine Victoria (voix)
- 2014 : Maléfique (Maleficent) de Robert Stromberg : Hortense (Knotgrass en VO)
- 2014 : Paddington de Paul King : tante Lucy (voix)
- 2014 : Pride de Matthew Warchus : Hefina Headon (en)
- 2017 : Paddington 2 de Paul King : tante Lucy (voix)
- 2017 : Finding Your Feet (en) de Richard Loncraine : Sandra Abbott
- 2019 : Downton Abbey de Michaël Engler : Lady Maud Bagshaw
- 2019 : Maléfique : Le Pouvoir du Mal (Maleficent: Mistress of Evil) de Joachim Rønning : Hortense (Knotgrass en VO)
- 2020 : Amulet de Romola Garai
- 2022 : Downton Abbey 2 : Une Nouvelle Ère de Simon Curtis : Lady Maud Bagshaw
- 2024 : Paddington au Pérou (Paddington in Peru) de Dougal Wilson : tante Lucy (voix)
- 2025 : Downton Abbey 3 de Simon Curtis : Lady Maud Bagshaw

### Télévision

#### Téléfilms
- 1995 : Citizen X de Chris Gerolmo : Mme Burakova
- 1999 : David Copperfield de Simon Curtis : Mrs. Micawber
- 2012 : The Girl de Julian Jarrold : Alma Reville

#### Séries télévisées
- 1999 : Inspecteur Barnaby : Christine Couper (saison 2, épisode 3)
- 2005 : Du bout des doigts (Fingersmith) (mini-série) : Madame Sucksby
- 2020 : Flesh and Blood (Secrets de Famille) (mini-série) : Mary
- 2020-2021 : Trying : Penny (8 épisodes)
- 2022 : The Crown, Saison 5 (1991-1997) : Reine Élisabeth II (10 épisodes, De 65 ans a 71 ans)
- 2023 : The Crown, Saison 6 (1997-2002) : Reine Élisabeth II (10 épisodes, De 71 ans a 76 ans)

## Distinctions

### Récompenses
- Prix du cinéma européen 2005 : actrice européenne de l'année pour Vera Drake
- Mostra de Venise 2004 : Coupe Volpi pour la meilleure interprétation féminine pour Vera Drake
- British Independent Film Awards 2004 : meilleure actrice pour Vera Drake
- British Academy Film Awards 2005 : meilleure actrice pour Vera Drake
- Golden Globes 2005 : meilleure actrice dans un film dramatique pour Vera Drake
- British Independent Film Awards 2014 : Meilleure actrice dans un second rôle pour Pride

### Nominations
- Oscars 2005 : meilleure actrice pour Vera Drake
- British Academy Television Awards 2013 : meilleure actrice dans un second rôle pour The Girl
- Golden Globes 2023 : meilleure actrice dans une série dramatique pour The Crown
- Golden Globes 2024 : Meilleure actrice dans une série télévisée dramatique pour The Crown
- Emmy Awards 2024 : Meilleure actrice dans une série télévisée dramatique pour The Crown

## Voix françaises
En France, plusieurs comédiennes se sont succédé pour doubler Imelda Staunton. Ces dernières années, Catherine Davenier et Béatrice Delfe l'a doublée respectivement à cinq et quatre reprises.
| - Catherine Davenier dans : - Les Pirates ! Bons à rien, mauvais en tout (voix) - Downton Abbey - Downton Abbey 2 : Une nouvelle ère - The Crown (série télévisée) - Chicken Run : La Menace nuggets (voix) - Béatrice Delfe dans : - Maléfique - Maléfique : Le Pouvoir du mal - Flesh and Blood (série télévisée) - Trying (série télévisée) - Anne Plumet dans : - Shakespeare in Love - Another Year - Marie Vincent dans : - La Nuit des rois - La Maison des ombres - Solange Boulanger dans : - Harry Potter et l'Ordre du Phénix - Harry Potter et les Reliques de la Mort, partie 1 | - Maïté Monceau dans (les téléfilms) : - Le Vent dans les saules - The Girl - Marie-Martine dans : - Paddington 2 - Paddington au Pérou Et aussi - Véronique Augereau dans Antonia et Jane - Josiane Pinson dans Peter's Friends - Dorothée Jemma dans Raison et Sentiments - Dominique Lelong dans Crush : Le Club des frustrées - Catherine Lafond dans Vera Drake - Catherine Arditi dans Nanny McPhee - Hélène Otternaud (*? - 2022) dans Écrire pour exister - Frédérique Cantrel dans Hôtel Woodstock - Francine Laffineuse dans Pride |